# Чайко Олександр Юрійович
Олександр Юрійович Чайко (рос. Александр Юрьевич Чайко; нар. 27 липня 1971, Голіцино, Одинцовський район, Московська область, РРФСР) — російський воєначальник. Командувач військ Східного військового округу з 12 листопада 2021. Командувач (2014—2017) 1-шої танкової армії (РФ). Герой Російської Федерації (2020), генерал-полковник (2021).
Британська влада ввела санкції проти генерал-лейтенанта Олександра Чайка у зв'язку з подіями у Сирії.
Під час російського вторгнення в Україну у 2022 році війська під командуванням Чайка закатували та стратили сотні мирних громадян України під час наступу на Київ. Прокурори з військових злочинів в Україні перевіряють, чи віддавав Чайко прямі накази про конкретні злочини.